# カリクアオ沢

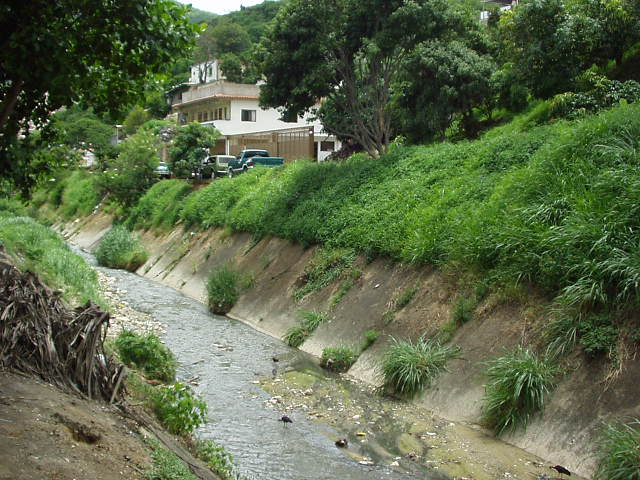
カリクアオ駅の西 (2004年6月)

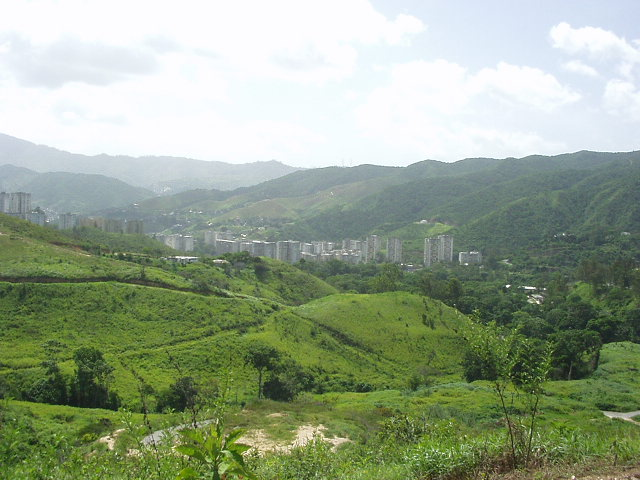
流域の遠景 (2004年6月)

カリクアオ沢（カリクアオさわ、Quebrada Caricuao）は、ベネズエラのカラカスを流れる小さな川で、グアイレ川の支流である。名は、この地に住んでいたインディオのカシケ、カリクアオに由来する。

## 地理
カラカス盆地の南の山に発し、東から西に流れ、グアイレ川に合流する。流域の狭い平地と周りの傾斜地は住宅地として開発が進んでおり、川は一部で地下を通る。流域はリベルタドル市に属する。